# Kim Yŏng Ch’ŏl
Kim Yŏng Ch’ŏl, również Kim Yong Chol (kor. 김영철, ur. 1945 lub 1946) – północnokoreański polityk i czterogwiazdkowy generał (kor. 대장) Koreańskiej Armii Ludowej. Ze względu na przynależność do najważniejszych gremiów politycznych Korei Północnej, uznawany za członka elity władzy KRLD.

## Kariera
Kim Yŏng Ch’ŏl urodził się w 1945 lub 1946  na terenie obecnej prowincji Ryanggang. Absolwent Szkoły Rewolucjonistów w Man’gyŏngdae oraz Akademii Wojskowej im. Kim Ir Sena. W karierze wojskowej pełnił funkcje kierownicze we Wspólnej Strefie Bezpieczeństwa (ang. JSA, Joint Security Area) w Strefie Zdemilitaryzowanej, oddzielającej oba państwa koreańskie. Wielokrotnie był również członkiem wojskowych delegacji na rozmowy z przedstawicielami Korei Południowej, prowadzone w Strefie.
W lutym 1989 roku mianowany wiceministrem Sił Zbrojnych KRLD oraz jednogwiazdkowym generałem-majorem (kor. 소장). Deputowany XII kadencji Najwyższego Zgromadzenia Ludowego KRLD, parlamentu KRLD, od marca 2009 roku, wcześniej także sprawował mandat parlamentarzysty X kadencji (od lipca 1998 do września 2003 roku). Na dwugwiazdkowego generała (kor. 중장) awansowany w marcu 2006. Data awansu Kim Yŏng Ch’ŏla na generała trzygwiazdkowego (kor. 상장) nie jest znana – wiadomo jedynie, iż czwartą gwiazdkę otrzymał w lutym 2012 roku.
W tym samym roku po raz pierwszy został szefem Dowództwa Operacyjnego w Sztabie Generalnym Koreańskiej Armii Ludowej. W lutym 1995 roku po raz pierwszy zasiadł w najważniejszym organie Partii Pracy Korei odpowiedzialnym za sprawy wojskowe, w Centralnej Komisji Wojskowej KC PPK. We wrześniu 1997 został dowódcą 5. Korpusu KAL.
Obecnie, od kwietnia 2007 roku, po raz drugi pełni funkcję szefa Departamentu Rozpoznania w Sztabie Generalnym północnokoreańskich sił zbrojnych. Podczas 3. Konferencji Partii Pracy Korei 28 września 2010 roku został mianowany członkiem Centralnej Komisji Wojskowej KC Partii Pracy Korei, a także po raz pierwszy zasiadł w samym Komitecie Centralnym.
Po śmierci Kim Dzong Ila w grudniu 2011 roku, Kim Yŏng Ch’ŏl znalazł się na 68. miejscu w 233-osobowym Komitecie Żałobnym. Świadczyło to o formalnej i faktycznej przynależności Kim Yŏng Ch’ŏla do grona kierownictwa politycznego Koreańskiej Republiki Ludowo-Demokratycznej. Według specjalistów, miejsca na listach tego typu określały rangę polityka w hierarchii aparatu władzy.
12 czerwca 2018 w Singapurze towarzyszył Kim Dzong Unowi podczas pierwszego spotkania z Donaldem Trumpem.

## Odznaczenia
Kawaler Orderu Kim Dzong Ila (luty 2012).